# كازيمير بيريرا
كازيمير بيريرا هو عداء سريع سيشلي، ولد في 4 مارس 1954.

## وصلات خارجية
- كازيمير بيريرا على موقع اللجنة الأولمبية الدولية (الإنجليزية)
- كازيمير بيريرا على موقع أوليمبيديا (الإنجليزية)